# David Jasso
David Jasso García  (Zaragoza, 1961) es un escritor español de terror, intriga y ciencia ficción. Ha trabajado como periodista en prensa, radio y televisión. Actualmente se dedica a la docencia.

## Biografía y obra
Ha trabajado como periodista en prensa, radio y televisión. Durante más de una década fue director del departamento audiovisual de una vídeo-productora. En la actualidad se dedica a la docencia.
Es conocido por sus novelas y por sus apariciones en diversas antologías de relatos. Su obra aborda la narrativa de terror sobrenatural, el horror realista, la intriga y la ciencia ficción.
Formó parte del equipo del sello editorial Saco de Huesos.
Fue miembro fundador de la asociación española de escritores de terror Nocte, que presidió desde 2007 hasta 2011. Posteriormente, fue su presidente de honor hasta su disolución en 2016.

## Novelas
- La Silla, (Equipo Sirius, 2006)
- Cazador de mentiras, coautoría con Santiago Eximeno (Jaguar, 2007)
- Día de Perros, (Hegemon, 2008)[1][2]
- Feral, (Equipo Sirius, 2010)
- El pan de cada día, (23 Escalones, 2011).
- El tubo, (Apache libros, 2011).
- Vidas infinitas, (Ed. Amargord, 2014).
- Disforia, (Valdemar, 2015).
- Lo que ves cuando cierras los ojos (Apache Libros, 2016)
- Hijos del hielo, (Cazador de ratas, 2017).[3]
- Al otro lado del miedo, (Cazador de ratas, 2018)
- El juego de las tinieblas (Lo mejor de David Jasso Vol.1), (Apache libros, 2022)
- Abismos (Lo mejor de David Jasso Vol.2), (Apache libros, 2022)
- La silla (Lo mejor de David Jasso Vol.3), (Apache libros, 2023)
- La mente del muerto (Lo mejor de David Jasso Vol.4), (Apache libros, 2024)
- La casa de los cien escalones, (Obscura editorial, 2024)

## Antologías
- La edad de oro del Fantástico en España (1989-2009). Apache libros, 2024
- Aquelarre. Antología del cuento de terror español actual. Salto de Página, Madrid, 2010; edición de Antonio Rómar y Pablo Mazo Agüero).
- Atlas negro: compendio de un infierno arrasado. Orciny press, 2022
- Obscura: diez relatos. Obscura editorial, 2020
- Sucesos extraños. Apache libros, 2016
- Nuevas leyendas aragonesas. Mira Editores, 2011
- Antología Z 2. Los mejores relatos de muertos vivientes. Editorial Dolmen, 2010
- Antología Z 7. Los mejores relatos de muertos vivientes. Dolmen, 2013
- Calabazas en el trastero 2: Arañas. Editorial Saco de huesos, 2009
- Calabazas en el trastero 5: Terror oriental. Editorial Saco de huesos, 2011
- Calabazas en el trastero F.C. 1: Zaragoza negra. Editorial Saco de huesos, 2015
- Calabazas en el trastero 17: Conspiraciones. Editorial Saco de huesos, 2016
- Donde reside el horror. Mitos de Cthulhu. Editorial Edge, 2015
- Fabricantes de sueños 2010-2011. Asociación española de fantasía, ciencia ficción y terror, 2016
- Insomnia: relatos para no dormir. Editorial Grupo AJEC S.L.U., 2012
- Kalpa, ecos de Bécquer. Editorial Suseya, 2016
- La ciudad vestida de negro. Editorial Drakul, 2012
- Mariposas del oeste y otros relatos. Editorial Sportula, 2015
- Paura, antología del terror contemporáneo. Alamut Bibliópolis, 2004
- La sangre es vida. Editorial Mandrágora, 2010
- Vampiros. Antología 1. Apache libros, Previsto: 2025

## Cuentos infantiles y cómics
- Los caralibros. Apache libros, 2017

- Amigos imaginarios. Apache libros, juvenil, 2017

- Sueños sin noche. Cómic Diábolo ediciones, 2007

## Premios
Obtenidos:
```
   2005: Premio LITER de Literatura de Terror por el relato La bruma
   2009: Premio Ignotus a mejor novela por Día de perros
   2010: Premio Ignotus a mejor relato por Víctimas inocentes
   2011: Premio Ignotus a mejor relato por El viento del olvido
   2012: Premio Ignotus a mejor antología por Abismos
   2012: Premio Ignotus a mejor novela corta por La textura de tu piel
   2012: Premio Nocte a mejor antología por Abismos
   2015: Premio Nocte a mejor relato por Los peces
```

Finalista:
```
   2007: Premio Ignotus a mejor novela por La silla
   2011: Premio Ignotus a mejor novela por Feral
   2012: Premio Nocte a mejor relato por El Huevo
   2016: Premio Ignotus a mejor novela por Disforia
```